# Sylvestre Ntibantunganya
Sylvestre Ntiybantunganya (Gishubi, 8 de maio de 1956) é um político do Burundi, pertencente à etnia hutu.
Durante um curto período em 1993, atuou como Ministro das Relações Exteriores do Burundi, até ser eleito presidente da Assembleia Nacional em dezembro do mesmo ano.
Em 6 de abril de 1994, o então presidente burundinês, Cyprien Ntaryamira, e seu colega ruandês Juvénal Habyarimana, foram assassinados quando o avião em que estavam foi atingido e caiu nas proximidades do Aeroporto Internacional de Kigali, desencadeando o genocídio de Ruanda. Com a morte de Ntaryamira, o poder foi repassado a Ntiybantunganya, que exerceu o cargo até 25 de julho de 1996, quando um golpe de estado liderado pelo major Pierre Buyoya o derrubou. Seu governo já era contestado pela população burundinesa.
Desde que deixou a presidência, Ntiybantunganya é atualmente senador vitalício.